# Athanase II d'Alexandrie
Pour les articles homonymes, voir Athanase.
Athanase II d'Alexandrie, dit Kélétès, fut patriarche d'Alexandrie monophysite de 489 au 17 octobre 496.